# 涂謙
謙（1419年—1457年），字恒讓，江西南昌府豐城縣人，匠籍。明朝政治人物。

## 生平
正統九年（1444年）甲子科江西鄉試第二名。正統十年（1445年）乙丑科進士，歷官監察御史、山東副使，終貴州按察使，天順元年卒于官，年三十九。

## 家族
曾祖父涂文德。祖父涂國昇，父涂久載。有弟觀，寧國知府。